# Харес Лідоський
Харес з Ліндоса або Харес Ліндоський (гр. Χάρης ὁ Λίνδιος) — давньогрецький скульптор, який народився на острові Родос. Був учнем Лісиппа. Харес створив статую Колоса Родоського в 282 році до нашої ери, величезну бронзову скульптуру бога сонця Геліоса та бога-покровителя Родосу. Статую було споруджено на честь перемоги Родоса над македонцями, які вторглися в Грецію 305 року до н. е., на чолі з Деметрієм I, сином Антігона, полководця Олександра Великого. Також авторству Харесу приписують гігантську голову, яка була привезена до Риму та встановлена на Капітолійському пагорбі в 57 до н е. (Пліній Старший, Природнича історія XXXIV.18). 
Колос Родоський вважається одним із семи чудес світу і найбільшим досягненням скульптора Хареса. Однак під час масштабного землетрусу в 226 до н. е. статую повністю зруйнувано.
Вважається, що Харес не дожив до завершення свого проекту через те що він покінчив життя самогубством. Існує кілька легенд про те як і чому це сталося. В одній з версій він майже закінчив статую, коли хтось вказав на невеличкий недолік у конструкції. Скульптор був настільки близько прийняв цей факт, що вбив себе. За іншою версією: родосці, замовники статуї, запитали Хареса, скільки буде вартувати статуя висотою 16 метрів, а коли він відповів, запитали його скільки буде вартувати статя вдвічі вища, він відповів вдвічі дорожче – тоді вони уклали договір на статую висотою 33 метри. Однак скульптор не врахував, що подвоєння висоти означатиме не двукратне а восьмикратне збільшення кількості необхідних матеріалів. Це призвело до його банкрутства і, зрештою, до самогубства. Загалом імовірно, що роботу завершив скульптор Лахес, також мешканець Ліндоса.